# Aleksander Kostka-Napierski
Aleksander Kostka-Napierski (ur. 1617 w Warszawie, zm. 18 lipca 1651 w Krakowie) – oficer wojsk koronnych, uczestnik wojny trzydziestoletniej i przywódca powstania chłopskiego na Podhalu w 1651.

## Życiorys
Pochodził ze szlacheckiego rodu z Mazowsza, był wszechstronnie wykształcony i znał języki obce (łacinę, niemiecki i szwedzki). Według jednej z hipotez był szóstym synem króla Zygmunta III Wazy i przyrodnim bratem Władysława IV, według innej hipotezy nazywał się p.s: „Wojciech Stanisław Bzowski”. Wychowywał się najprawdopodobniej u starosty malborskiego Rafała Kostki.
Początkowo służył w rotach szlacheckich, a później w wojsku cudzoziemskim. W okresie wojny trzydziestoletniej służył w armii szwedzkiej w stopniu kapitana. Uczestniczył w działaniach zbrojnych w Niemczech. Przed 1648 wrócił do Polski, a w maju 1648 jako agent króla Władysława IV wyjechał do Anglii, Francji, Hiszpanii i Szwecji w celu uzyskania pomocy i wsparcia dla wojny z Turcją. Po śmierci króla Polski Władysława IV z upoważnienia nowego króla Jana II Kazimierza w 1650 zajmował się prawdopodobnie werbowaniem chorągwi.
Na początku 1651 zorganizował zaciąg wojsk na Podhalu i Beskidzie Żywieckim w Żywcu (z udziałem Marcina Radockiego i Stanisława Łętowskiego), posługując się rozkazami królewskimi wydanymi na nazwisko ps. „Napierski” lub ps. „Kostka” (przedtem był znany jako Aleksander Kostka ze Szternberku).
W czerwcu 1651 na czele powstańców chłopskich zajął zamek w Czorsztynie. Tam 22 czerwca wydał uniwersały skierowane do chłopów w Polsce, wzywając ich do powstania antyszlacheckiego. W odezwie zapewniał, że król Jan Kazimierz solidaryzuje się z powstańcami oraz że gwarantuje chłopom wolność. Usiłował także zwerbować wojska na Śląsku. Przypuszczalnie spodziewał się pomocy ze strony księcia siedmiogrodzkiego Jerzego II Rakoczego, która jednak nie nadeszła. Czorsztyn po dwudniowym oblężeniu został zdobyty przez wojska biskupa krakowskiego Piotra Gembickiego, a przywódcy powstania, Aleksander Kostka-Napierski oraz Stanisław Łętowski, zostali pojmani, a następnie przewiezieni do Krakowa. Tam Kostka-Napierski w czasie tortur wyznał jedynie, że jest biologicznym synem króla Władysława IV. Po torturach 18 lipca 1651 roku został nabity na pal. Następnie ciała (jego oraz Łętowskiego) powieszono na szubienicy. Po kilku dniach ciała zostały zabrane i pochowane w nieznanym miejscu.  Przy Kostce-Napierskim znaleziono m.in. uniwersał Chmielnickiego gwarantujący chłopom zwolnienie z pańszczyzny w zamian za przystąpienie do buntu.
Zdaniem profesorów Pawła Wieczorkiewicza i Janusza Tazbira, Aleksander Kostka-Napierski miał kontakty z emisariuszami Bohdana Chmielnickiego. Jednakże inni historycy, jak Adam Kersten, podchodzą ostrożnie do jego powiązań z królem szwedzkim, Bohdanem Chmielnickim czy dworem Rakoczych.

## Postać Aleksandra Kostki-Napierskiego w kulturze
Bohater powieści Kazimierza Przerwy-Tetmajera Maryna z Hrubego, Władysława Orkana Kostka Napierski. Powieść z XVII wieku, Jalu Kurka Nad Czorsztynem się błyska. O Kostce Napierskim opowieść prawdziwa, dramatu Jana Kasprowicza Bunt Napierskiego, ballady Lucjana Siemieńskiego Napierski oraz filmu w reżyserii Jana Batorego Podhale w ogniu. Patron ulic m.in. w Szczecinie, Łodzi, Katowicach, Dąbrowie Górniczej, Gdyni i Warszawie.